# Oddział PTTK „Ziemi Wałbrzyskiej” w Wałbrzychu
Oddział PTTK „Ziemi Wałbrzyskiej” w Wałbrzychu – terenowa jednostka Polskiego Towarzystwa Turystyczno-Krajoznawczego, działająca na terenie (powiatu wałbrzyskiego w województwie dolnośląskim). Posiada osobowość prawną i własny statut, oparty na Statucie PTTK.

## Historia

### Lata 1945-1950
Po II wojnie światowej ruch turystyczno – krajoznawczy w Wałbrzychu zapoczątkowany został już 16 maja 1947 roku, kiedy to na walnym zebraniu organizacyjnym został w Wałbrzychu utworzony Oddział Dolnośląskiego Związku Popierania Turystyki we Wrocławiu (wobec sprzeciwu władz wojewódzkich na utworzenie w Wałbrzychu samodzielnego Związku). 4 sierpnia 1947 roku w siedzibie Oddziału DZPT w Wałbrzychu przy ul. Słowackiego 16 odbyła się konferencja turystyczna, w której udział wzięli przedstawiciele Polskiego Towarzystwa Tatrzańskiego: Walerego Goetla – rektora Akademii Górniczo-Hutniczej w Krakowie, Małachowski – dyrektor biura PTT oraz redaktor Szczepański. Władze wałbrzyskiego Oddziału DZPT reprezentowali: wiceprezes Kazimierz Witkowski oraz członek zarządu Ferdynand Drabik. W konferencji brał udział również przedstawiciel Dolnośląskiej Spółdzielni Turystycznej w Jeleniej Górze. Na spotkaniu ustalono, że należy na terenie Wałbrzycha utworzyć Oddział PTT. 24 listopada 1947 r. utworzono Oddział PTT, w skład, którego weszli w większości dotychczasowi członkowie DZPT.
Lista założycieli Oddziału PTT w Wałbrzychu: Adam Alberti, Janusz Bilewicz, Stanisław Bukowski, Tadeusz Dołęga, Ferdynand Drabik, Wincenty Czechowicz, Kazimierz Jogułło, Józef Janiszewski, Adolf Kłodnicki, Antoni Koziański, Edward Laub, Witold Paszowski, Edward Salczyński, Stanisław Żak, Stanisław Zubalski.
W 1948 roku Minister Ziem Odzyskanych wydał zarządzenia mówiące o tym, że tylko PTT i PTK będą mogły prowadzić schroniska i punkty wyżywienia turystycznego w miastach. W związku z powyższym na ostatnim zebraniu 10 maja 1948 roku Zarząd Związku postanowił, że DZPT ulega rozwiązaniu. Na podstawie dokumentów, wałbrzyski Oddział DZPT zakończył swą działalność dniem 30 czerwca 1948 przekazując swoje filie wraz z lokalem biurowym PTT. Na koniec 1948 roku Oddział posiadał 158 członków.

## Szlaki turystyczne
- niebieski – Wałbrzych Oddział PTTK – Mieroszów
- żółty – Oddział PTTK – Chełmiec
- czerwony – ścieżka dydaktyczna „Szlak Starego Grodu”